# Collège du Temple
Le collège du Temple était un collège de la ville de Toulouse. Fondé en 1525 par les Hospitaliers de l'ordre de Saint-Jean de Jérusalem, il accueillait des étudiants pauvres. Dans le contexte d'expansion de la Réforme protestante en France, il est menacé de fermeture en 1551. Il disparut cependant dans la dernière décennie du XVIe siècle.

## Histoire
Le collège Saint-Jean est fondé en 1525 par les Hospitaliers de l'ordre de Saint-Jean de Jérusalem, sur l'impulsion du prieur Didier de Sainte-Jalle. Les locaux se trouvent dans les anciens bâtiments de la Maison du Temple, rue du Temple (actuelle rue de la Fonderie), dont les Hospitaliers avaient hérité à la suite de l'interdiction de l'ordre du Temple dans le royaume de France et de la confiscation de tous leurs biens. C'est à ce moment que le nom de collège du Temple commence à s'imposer. Comme les autres collèges médiévaux, le rôle du collège du Temple est l'assistance et l'hébergement des étudiants pauvres qui fréquentent l'université toulousaine. Il accueille 7 prêtres collégiats, desservants de l'église Saint-Rémi (ou Saint-Jean) et 4 collégiats étudiants.
Dans la première moitié du XVIe siècle, l'université toulousaine est marquée par l'activité des réformés protestants. Les collèges de la ville sont vus comme des foyers d'agitation réformée et inquiètent les autorités religieuses. En 1551, avec le soutien des capitouls, le roi de France, Henri II, prend l'édit de Juillet, qui ordonne la fermeture de tous les petits collèges toulousains. Il s'agit de les remplacer par deux collèges chargés  d’assurer l’enseignement de l'hébreu, du grec, du latin et des arts libéraux : celui des Jésuites, ouvert en 1567, et celui de l'Esquile, ouvert seulement en 1587. Finalement, quelques semaines plus tard, au mois de novembre, le collège est maintenu. Le collège du Temple disparaît, cependant, dans la dernière décennie du XVIe siècle.